# 双龙湾

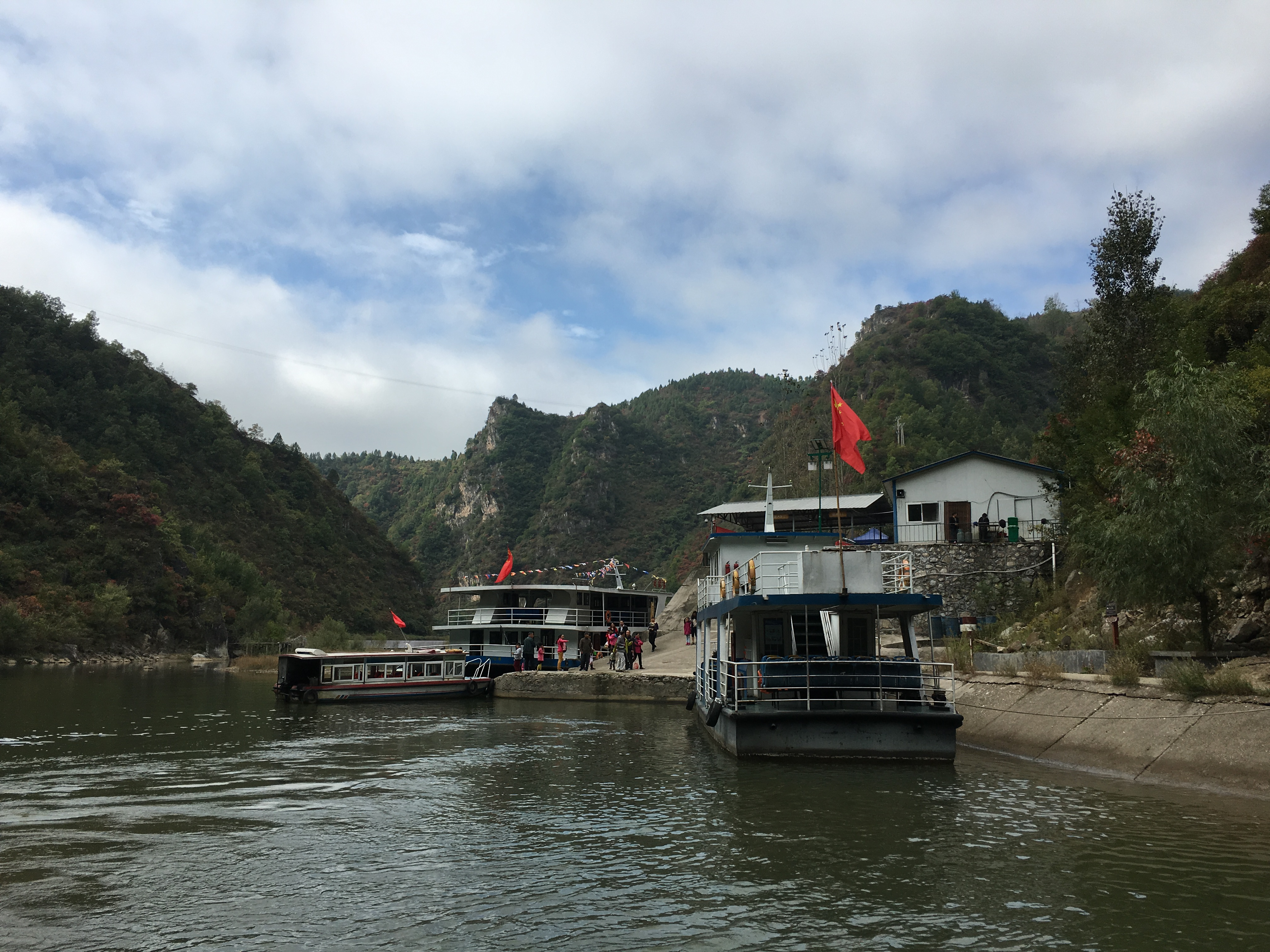
卢氏县双龙湾景区

双龙湾是位于中华人民共和国河南省三门峡市卢氏县境内的一个4A级景区，占地面积为50平方公里，因大龙头和小龙头两座山峰而得名为双龙湾。